# Amand de Bordeus
|  | Per a altres significats, vegeu «Sant Amand». |

Amand de Bordeus (Bordeus, últim quart del segle iv - 431 o 432) fou un bisbe de Bordeus. És venerat com a sant per diverses confessions cristianes.

## Biografia
Originari de Bordeus, va succeir sant Delfí de Bordeus, que l'havia ordenat sacerdot, com a bisbe el 403. Va evangelitzar la regió i convertí, entre d'altres, Paulí de Nola, que després l'evocaria en les seves obres.